# Arrondissement Thann-Guebwiller
Das Arrondissement Thann-Guebwiller ist ein Verwaltungsbezirk im französischen Département Haut-Rhin in der Region Grand Est (bis Ende 2015 Elsass). Sitz der Präfektur ist die Stadt Thann. Das Arrondissement entstand am 1. Januar 2015 durch die Zusammenlegung der Arrondissements Thann und Guebwiller.

## Kantone
Im Arrondissement Thann-Guebwiller liegen folgende Wahlkreise (Kantone):
- Kanton Cernay
- Kanton Ensisheim (mit neun von 38 Gemeinden)
- Kanton Guebwiller
- Kanton Masevaux-Niederbruck (mit 15 von 59 Gemeinden)
- Kanton Wintzenheim (mit acht von 25 Gemeinden)

## Gemeinden
Die Gemeinden des Arrondissements Thann-Guebwiller sind:
| 1. Aspach-le-Bas (68011)            | 2. Aspach-Michelbach (68012)      | 3. Bergholtz (68029)           | 4. Bergholtzzell (68030)         |
| 5. Biltzheim (68037)                | 6. Bitschwiller-lès-Thann (68040) | 7. Bourbach-le-Bas (68045)     | 8. Bourbach-le-Haut (68046)      |
| 9. Buhl (68058)                     | 10. Burnhaupt-le-Bas (68059)      | 11. Burnhaupt-le-Haut (68060)  | 12. Cernay (68063)               |
| 13. Dolleren (68073)                | 14. Ensisheim (68082)             | 15. Fellering (68089)          | 16. Geishouse (68102)            |
| 17. Goldbach-Altenbach (68106)      | 18. Gueberschwihr (68111)         | 19. Guebwiller (68112)         | 20. Guewenheim (68115)           |
| 21. Gundolsheim (68116)             | 22. Hartmannswiller (68122)       | 23. Hattstatt (68123)          | 24. Husseren-Wesserling (68151)  |
| 25. Issenheim (68156)               | 26. Jungholtz (68159)             | 27. Kirchberg (68167)          | 28. Kruth (68171)                |
| 29. Lautenbach (68177)              | 30. Lautenbachzell (68178)        | 31. Lauw (68179)               | 32. Le Haut Soultzbach (68219)   |
| 33. Leimbach (68180)                | 34. Linthal (68188)               | 35. Malmerspach (68199)        | 36. Masevaux-Niederbruck (68201) |
| 37. Merxheim (68203)                | 38. Meyenheim (68205)             | 39. Mitzach (68211)            | 40. Mollau (68213)               |
| 41. Moosch (68217)                  | 42. Munwiller (68228)             | 43. Murbach (68229)            | 44. Niederentzen (68234)         |
| 45. Niederhergheim (68235)          | 46. Oberbruck (68239)             | 47. Oberentzen (68241)         | 48. Oberhergheim (68242)         |
| 49. Oderen (68247)                  | 50. Orschwihr (68250)             | 51. Osenbach (68251)           | 52. Pfaffenheim (68255)          |
| 53. Raedersheim (68260)             | 54. Rammersmatt (68261)           | 55. Ranspach (68262)           | 56. Réguisheim (68266)           |
| 57. Rimbach-près-Guebwiller (68274) | 58. Rimbach-près-Masevaux (68275) | 59. Rimbachzell (68276)        | 60. Roderen (68279)              |
| 61. Rouffach (68287)                | 62. Saint-Amarin (68292)          | 63. Schweighouse-Thann (68302) | 64. Sentheim (68304)             |
| 65. Sewen (68307)                   | 66. Sickert (68308)               | 67. Soppe-le-Bas (68313)       | 68. Soultz-Haut-Rhin (68315)     |
| 69. Soultzmatt (68318)              | 70. Steinbach (68322)             | 71. Storckensohn (68328)       | 72. Thann (68334)                |
| 73. Uffholtz (68342)                | 74. Urbès (68344)                 | 75. Vieux-Thann (68348)        | 76. Wattwiller (68359)           |
| 77. Wegscheid (68361)               | 78. Westhalten (68364)            | 79. Wildenstein (68370)        | 80. Willer-sur-Thur (68372)      |
| 81. Wuenheim (68381)                |                                   |                                |                                  |

## Neuordnung der Arrondissements 2017

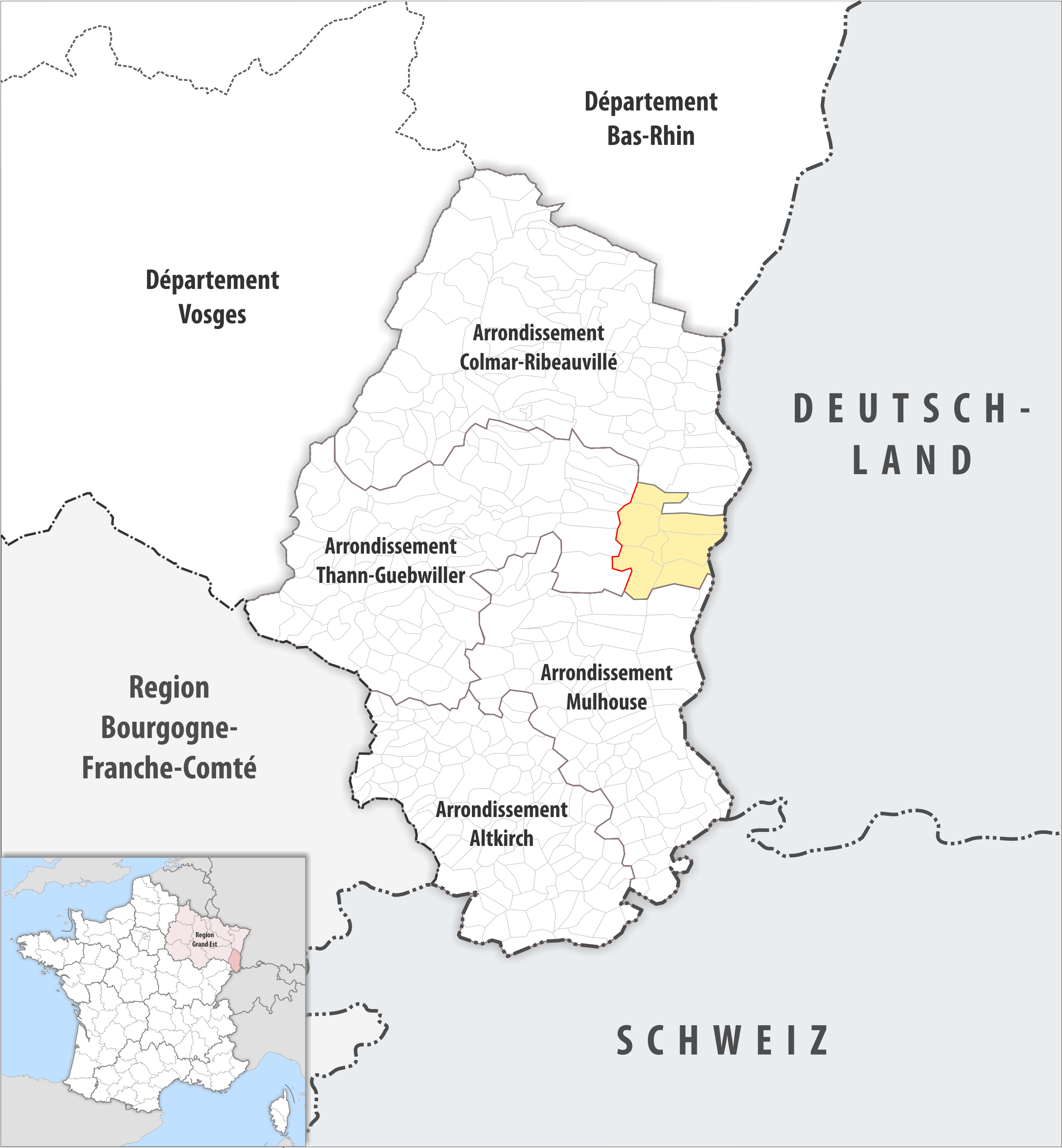
Arrondissementsanpassungen im Jahr 2017

Durch die Neuordnung der Arrondissements im Jahr 2017 wurden die Fläche der sieben Gemeinden Blodelsheim, Fessenheim, Hirtzfelden, Munchhouse Roggenhouse, Rumersheim-le-Haut und Rustenhart vom Arrondissement Thann-Guebwiller dem Arrondissement Colmar-Ribeauvillé zugewiesen.

## Ehemalige Gemeinden seit der landesweiten Neuordnung der Kantone
bis 2015:
Aspach-le-Haut, Masevaux, Michelbach, Mortzwiller, Niederbruck, Soppe-le-Haut